# 索济瓦河
索济瓦河（羅馬化：Sozʹva），别名塞济瓦河（Сэдзьва）、索兹瓦河（Созва），是俄罗斯科米共和国的河流、伯朝拉河右支流，长215（134英里），流域面积2,430平方（940平方英里）。主要支流有黑鲁切伊河、乔尔内河。

## 支流
索济瓦河共有以下支流（按距河口的距离排列）：
- 乔尔内河（Чёрный，距河口64公里）
- 黑鲁切伊河（Чёрный Ручей，距河口68公里）
- 帕利尼克绍尔河（Пальник-Шор，距河口74公里）
- 无名河流（距河口82公里）
- 奥什卡绍尔河（Ошкашор，距河口93公里）
- 温季克绍尔河（Винтик Шор，距河口106公里）
- 安古兰河（Ангуран，距河口127公里）
- 乔罗瓦维斯卡河（Чорова Виска，距河口149公里）
- 瓦格列伊斯卡亚维斯卡河（Ваглейская Виска，距河口152公里）
- 无名河流（距河口176公里）
- 无名河流（距河口182公里）
- 乔尔纳亚河（Чёрная，距河口183公里）
- 奥姆拉沃日河（Омравож，距河口194公里）